# Volby do zastupitelských orgánů Československa 1964
Volby do zastupitelských orgánů Československa 1964 se konaly v Československu 14. června 1964. 

## Popis voleb a dobových souvislostí
Šlo o poslední volby konané v Československu před provedením federalizace Československa a nástupem normalizace. Jednalo se o v pořadí druhé jednotně konané volby do zastupitelských orgánů Československa, kdy se během jednoho volebního aktu rozhodovalo o složení zastupitelských sborů na všech úrovních. 
V rámci voleb proběhly volby do následujících sborů: 
- volby do místních národních výborů a městských národních výborů (včetně obvodních národních výborů)
- volby do okresních národních výborů
- volby do krajských národních výborů
- volby do Slovenské národní rady
- volby do Národního shromáždění
- volby soudců okresních soudů.

Volby skončily jednoznačným vítězstvím jednotné kandidátní listiny Národní fronty, která získala do Národního shromáždění 99,9 % hlasů a stejný výsledek zaznamenala i ve volbách do Slovenské národní rady. Kandidáti do národních výborů na všech úrovních obdrželi 99,8 % hlasů, kandidáti na posty okresních soudců 99,9 %.